# Altos Computer Systems ACS-8000
Altos Computer Systems ACS-8000 (ACS-8000) је професионални рачунар, производ фирме Altos Computer Systems који је почео да се израђује у САД током 1978. године.
Користио је Z80A као централни микропроцесор а RAM меморија рачунара ACS-8000 је имала капацитет од од 32 kb до 208 kb. 
Као оперативни систем кориштен је CP/M, MP/M, MP/M II и Oasis.

## Детаљни подаци
Детаљнији подаци о рачунару ACS-8000 су дати у табели испод.
|                       |                           |
| [ 1 ]                 |                           |
| Произвођач            |                           |
| Тип                   | професионални рачунар     |
| Меморија              | од 32 до 208              |
| Поријекло             | Сједињене Америчке Државе |
| Година                | 1978                      |
| Тастатура             | тастатура терминала       |
| Процесор              |                           |
| Фреквенција процесора | 4                         |
| RAM                   | од 32 до 208              |
| ROM                   | непознато                 |
| Текст                 | зависи од терминала       |
| Графика               |                           |
| Боја                  |                           |
| Звук                  | непознато                 |
| Димензије             |                           |
| Портови               |                           |
| Оперативни систем     |                           |